# アナトリー・ラリュコフ
アナトリー・ラリュコフ（Anatoly Laryukov、1970年10月28日- ）はベラルーシの柔道選手。ロシアの北オセチア共和国出身。階級は73kg級。身長175cm。

## 人物
1990年のヨーロッパジュニア71kg級ではソ連の選手として優勝を飾った。1995年からはロシア国際で3連覇を達成した。1997年のヨーロッパ選手権では2位に入った。1998年のワールドカップ国別団体戦では3位だった。1999年の世界選手権73kg級では7位になった。2000年シドニーオリンピックでは銅メダルを獲得した。2002年のヨーロッパ選手権では優勝を飾った。2003年のヨーロッパ選手権は3位だった。

## 主な戦績
71kg級での戦績
- 1990年 - ヨーロッパジュニア 優勝
- 1993年 - ロシア国際 3位
- 1994年 - ロシア国際 3位
- 1995年 - ロシア国際 優勝
- 1996年 - ロシア国際 優勝
- 1997年 - ロシア国際 優勝
- 1997年 - ヨーロッパ選手権 2位

73kg級での戦績
- 1998年 - ワールドカップ国別団体戦 3位
- 1999年 - ハンガリー国際 優勝
- 1999年 - 世界選手権 7位
- 2000年 - シドニーオリンピック 3位
- 2001年 - ドイツ国際 優勝
- 2002年 - ヨーロッパ選手権 優勝
- 2003年 - ヨーロッパ選手権 3位
- 2004年 - フランス国際 3位